# Paijenborchella prona
Paijenborchella prona is een mosselkreeftjessoort uit de familie van de Cytheridae. De wetenschappelijke naam van de soort is voor het eerst geldig gepubliceerd in 1960 door Luebimova & Guha.